# 堀村隆彦
堀村 隆彦（ほりむら たかひこ）は、日本の外交官。ブラジル駐箚特命全権大使、メキシコ駐箚特命全権大使などを歴任した。

## 経歴・人物
静岡県出身。東京都立日比谷高等学校卒業。1969年（昭和44年）東京大学法学部を中退して外務省に入省する。外務省ではラテンアメリカ畑を歩み、外務省国際連合局人権難民課長等を歴任。
1997年（平成9年）から1999年（平成11年）までサンパウロ総領事。1998年にはブラジル移民90周年祭名誉委員長を務めた。外務省中南米局審議官、外務省中南米局長を経て、2001年（平成13年）メキシコ駐箚特命全権大使兼ベリーズ駐箚特命全権大使。2003年（平成15年）特命全権大使（アフガニスタン支援調整担当、国際テロ対策担当）、2004年（平成16年）4月2日ブラジル駐箚特命全権大使。退官後、2006年8月1日から自治体国際化協会常務理事を務めた。2020年、瑞宝中綬章受章。

## 同期
- 田中均（外務審議官、アジア大洋州局長）
- 遠藤乙彦（財務副大臣、公明党衆議院議員）
- 野坂康夫（鳥取県米子市長、文部省審議官）
- 谷内正太郎（外務事務次官）
- 高須幸雄（国連大使、国際社会協力部長）
- 藤崎一郎（駐米大使、外務審議官）
- 宮本雄二（駐中国大使、中国課長）
- 重家俊範（駐韓大使、中東アフリカ局長）
- 小町恭士（駐タイ大使、駐オランダ大使、官房長、欧州局長）
- 飯村豊（駐仏大使、経済協力局長）
- 今井正（沖縄大使、駐マレーシア大使、国際情報局長）
- 高橋恒一（三井住友海上火災保険顧問、元外務省研修所長、駐チェコ大使、法務省審議官、国際社会協力部長）
- 林梓（駐ベルギー大使、文化交流部長、岩手県警察本部長）
- 天木直人（評論家、駐レバノン大使、内閣審議官）
- 辻本甫（中日本高速道路顧問、駐アラブ首長国連邦大使、衆議院外務調査室長）
- 松井靖夫（科学技術協力担当大使、駐コスタリカ大使、国際協力事業団理事、内閣審議官）